# Argençola
Argençola – gmina w Hiszpanii, w prowincji Barcelona, w Katalonii, o powierzchni 47,26 km². W 2011 roku gmina liczyła 245 mieszkańców. Znajduje się we wschodniej części comarca, granicząc z Segarra i Conca de Barberà.